# Талмидж, Герман
Герман Юджин Талмидж старший (англ. Herman Eugene Talmadge, Sr.; род. 9 августа 1913, Мак-Рей, Джорджия — ум. 21 марта 2002, Хамптон, Джорджия) — американский политик-демократ. Он был губернатором штата Джорджия в 1947 году и в 1948-1955 годах. Также представлял Джорджию в Сенате США с 1957 по 1981 годы.
Отец Германа Талмиджа, Юджин Талмидж, был губернатором Джорджии в 1933-1937 и 1941-1943 годах.
В 1936 году Герман Талмидж закончил изучать право в Университете Джорджии, а затем начал карьеру адвоката в Атланте. Принимал участие во Второй мировой войне в качестве офицера ВМС США.
Председатель сельскохозяйственного комитета Сената с 1971 по 1981.
Талмидж был баптистом. Похоронен на семейном кладбище в округе Клейтон.

## Ссылка
- Biography at the Biographical Directory of the United States Congress (англ.)